# Zabrat flygplats
Zabrat flygplats (IATA: ZXT, ICAO: UBTT) är en flygplats i Azerbajdzjan. Den ligger i den östra delen av landet, 15 km nordost om huvudstaden Baku. Zabrat flygplats ligger 8 meter över havet.